# Llapçevë
Llapçevë / Labučevo (cyr. Лабучево) – wieś w Kosowie, w regionie Prizren, w gminie Malishevë/Mališevo. W 2011 roku liczyła 1013 mieszkańców. 